# Frederik Berthelsen
Frederik „Naparutaq“ Berthelsen (27. dubna 1750, Nuuk – 13. ledna 1828, Nuuk) byl grónský katecheta a misionář.

## Životopis
Frederik Berthelsen byl synem dánského misionáře Berthela Laersena (1722–1782) a jeho grónské manželky Susanny (asi 1722-1779). Teologické vzdělání u jednoho Dána v Nuuku ztroskotalo na jeho nedostatečné znalosti dánštiny. Místo toho od svých 15 let pomáhal svému otci jako katecheta v kolonii Sukkertoppen (dnes Kangaamiut). Když jeho otec v roce 1782 zemřel, musel Frederik jako nově jmenovaný hlavní katecheta udržovat misii v chodu sám, dokud tam nepřijel nový misionář. O několik let později vzkvétalo hnutí Habakuků, které se brzy zvrhlo a způsobilo ztrátu veškeré církevní a obchodní kontroly nad Gróňany. Vzhledem ke svému grónskému původu se Frederiku Berthelsenovi podařilo toto hnutí ukončit. V letech 1795 až 1797 krátce působil v Nuuku. Když v roce 1807 vypukla dánsko-anglická válka, spojení mezi Dánskem a Grónskem se přerušilo a většina Dánů Grónsko opustila. V roce 1814 zůstal v celé zemi jediný misionář, Nor Bernhard Hartz (1781–1822), a tak byl v nouzi Frederik Berthelsen, do té doby pouze katecheta, jmenován Hartzem prvním a na dlouhou dobu jediným grónským misionářem, který v Nuuku působil až do roku 1827. Zemřel o rok později ve věku 77 let.
Frederik Berthelsen byl za svůj život třikrát ženatý. 1. února 1772 se oženil s Edel, Grónkou a dcerou lovce Joba. Po její smrti v roce 1775 se 24. září 1776 podruhé oženil s Hedevigou. Zemřela v roce 1799 a Frederik se 29. července téhož roku oženil s Augustou, která jej přežila a zemřela v roce 1832. Díky své druhé ženě byl dědečkem Rasmuse Berthelsena.